# Coryphaenoides capito
Coryphaenoides capito es una especie de pez de la familia Macrouridae en el orden de los Gadiformes.

## Morfología
• Los machos pueden llegar alcanzar los 32,4 cm de longitud total.

## Hábitat
Es un pez de aguas profundas que vive entre 305-1.000 m de profundidad.

## Distribución geográfica
Se encuentra desde el Golfo de California hasta el Perú.